# HD36429
HD36429 — хімічно пекулярна зоря спектрального класу B6, що має видиму зоряну величину в смузі V приблизно 7,6.
Вона  розташована на відстані близько 911,1 світлових років від Сонця.

## Пекулярний хімічний вміст
HD36429 належить до Хімічно пекулярних зір з пониженим вмістом гелію 
й в її  зоряній атмосфері спостерігається нестача He у порівнянні з його вмістом в атмосфері Сонця.

## Магнітне поле
Спектр даної зорі вказує на наявність магнітного поля у її зоряній атмосфері.
Напруженість повздовжної компоненти поля оціненої з аналізу
крил ліній Бальмера
становить  518,2± 374,6 Гаус.